# Immorale (singolo)
Immorale è un singolo del rapper italiano J-Ax, pubblicato il 26 novembre 2009 come terzo estratto dal terzo album in studio Deca Dance.

## Descrizione
Il brano è stato scritto dallo stesso J-Ax in collaborazione con Guido Style ed è stato interamente prodotto da Franco Godi.

## Video musicale
Il videoclip, diretto da Gaetano Morbioli, è stato girato a Milano nei pressi delle zone centrali della città come Galleria del Corso o Piazza Duomo e in parte in centro a Verona.
Si è scaturito un acceso dibattito su Internet riguardo alla scelta di modificare "Coca e Rum" con "Vodka e Red Bull" all'interno del videoclip. Nel 2009, in un raduno del Vaffanclub, J-Ax ha chiarito la vicenda spiegando che è stato costretto a modificare la parola "coca" nel video per non violare il copyright della Coca-Cola.